# Bergang
Bergang is een bestuurslaag in het regentschap Aceh Tengah van de provincie Atjeh, Indonesië. Bergang telt 394 inwoners (volkstelling 2010).